# Jelena Prochorowa
Jelena Prochorowa, ros. Елена Владимировна Прохорова  (ur. 16 kwietnia 1978 w Kemerowie) – rosyjska lekkoatletka specjalizująca się w wieloboju, dwukrotna uczestniczka letnich igrzysk olimpijskich (Sydney 2000, Ateny 2004), srebrna medalistka olimpijska z Sydney w siedmioboju.
W okresie 04.10.2005–03.10.2006 była zdyskwalifikowana za stosowanie niedozwolonych środków dopingujących.

## Sukcesy sportowe
- mistrzyni Rosji w siedmioboju – 2000[2]
- wicemistrzyni Rosji w siedmioboju – 2004[3]

| Rok  | Miasto   | Zawody                         | Konkurencja | Wynik         |
| ---- | -------- | ------------------------------ | ----------- | ------------- |
| 1999 | Göteborg | Młodzieżowe mistrzostwa Europy | siedmiobój  | srebrny medal |
| 2000 | Gandawa  | Halowe mistrzostwa Europy      | pięciobój   | 5. miejsce    |
| 2000 | Sydney   | Igrzyska olimpijskie           | siedmiobój  | srebrny medal |
| 2001 | Lizbona  | Halowe mistrzostwa świata      | pięciobój   | srebrny medal |
| 2001 | Edmonton | Mistrzostwa świata             | siedmiobój  | złoty medal   |
| 2001 | Brisbane | Igrzyska Dobrej Woli           | siedmiobój  | srebrny medal |
| 2002 | Wiedeń   | Halowe mistrzostwa Europy      | pięciobój   | złoty medal   |
| 2003 | Paryż    | Mistrzostwa świata             | siedmiobój  | 4. miejsce    |
| 2004 | Ateny    | Igrzyska olimpijskie           | siedmiobój  | 5. miejsce    |

## Rekordy życiowe
- pięciobój (hala) – 4711 – Lizbona 09/03/2001
- siedmiobój – 6765 – Tuła 23/07/2000